# ذئب مصري

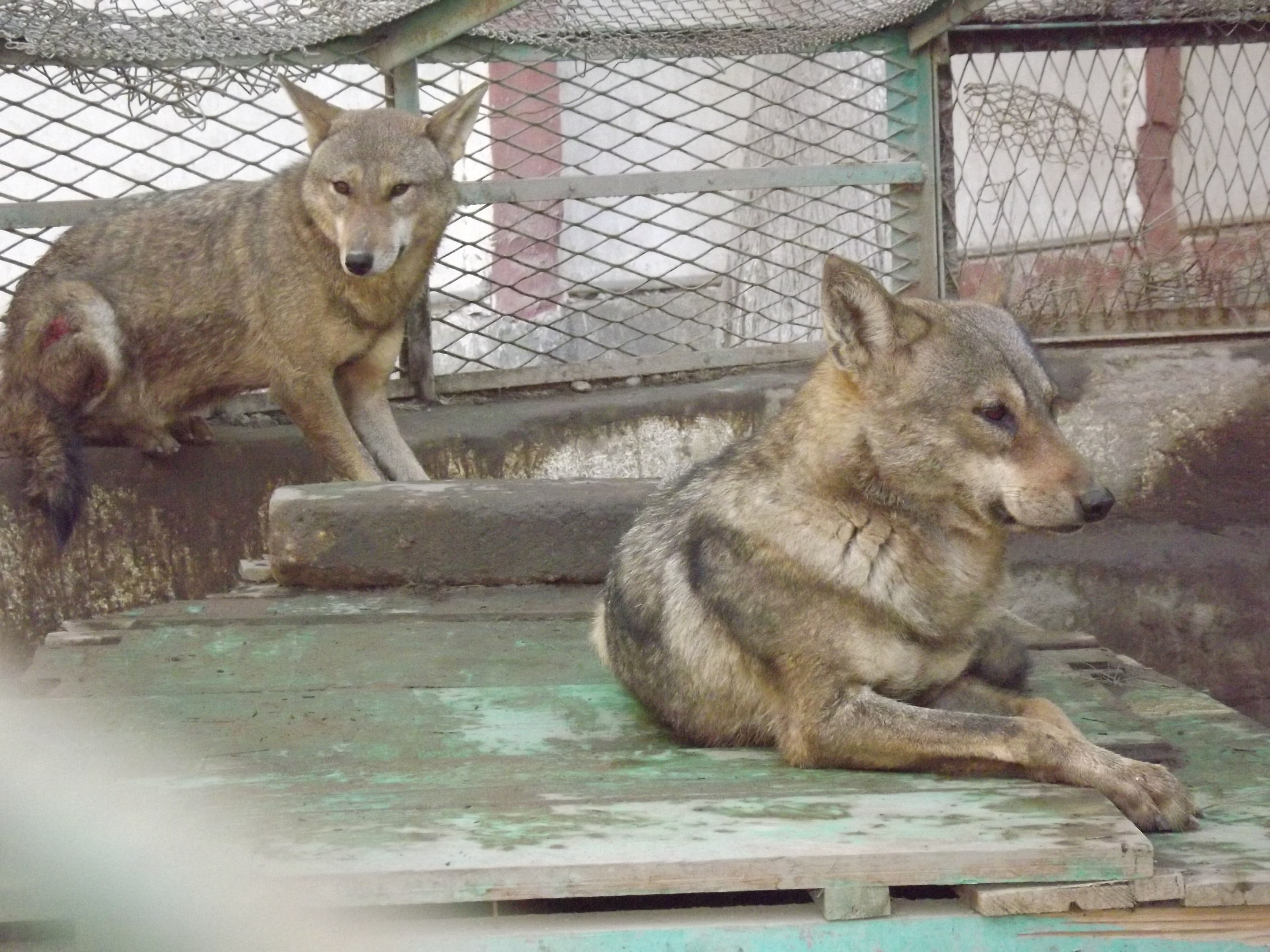
الذئب المصري في حديقة حيوان الفيوم

الذئب المصري (الاسم العلمي: Canis lupaster lupaster) (بالإنجليزية: Egyptian Wolf)‏، يعرف شعبيًا باسم الذيب، هو سلالة من الذئب الذهبي الإفريقي، ويعد أكبرها حجمًا، وهو شديد الشبه بالذئب الرمادي (بالإنجليزية: Grey Wolf)‏. حتى عام 2000م، كان هذا الحيوان يعد الفرع الإفريقي للذئب الرمادي، ولكن تم خلال تلك الفترة تغيير تصنيفه من ذئب رمادي إلى ابن آوى ذهبي إفريقي، وسجل تحت اسم Canis anthus lupaster، ولكن دراسات حديثة أجريت عام 2011م وما بعده على mtDNA الخاص بهذا الحيوان أظهرت أنه ذئب بالفعل وليس ابن آوى.
يعيش الذئب المصري في مصر وإثيوبيا وليبيا.

## غذائه وعلاقته مع البشر
يتغذى على الحيوانات الصغيرة والأسماك والمحاصيل والفواكه، كما يهاجم قطعان الأغنام والماشية ويفترسها، ويتعرض لحملات إبادة من البشر عندما تتداخل منطقة سيطرته مع التوسع العمراني للسكان.

## في الحضارة الإنسانية
عرف المصريين القدماء الذئب وعبدوه في صورة الإله أنوبيس وهو عبارة عن جسم إنسان برأس ذئب، كما وضعوا تماثيل له في مقابرهم كما في مقبرة توت عنخ آمون، ربما كتعويذة تمنعه من نبش القبر.

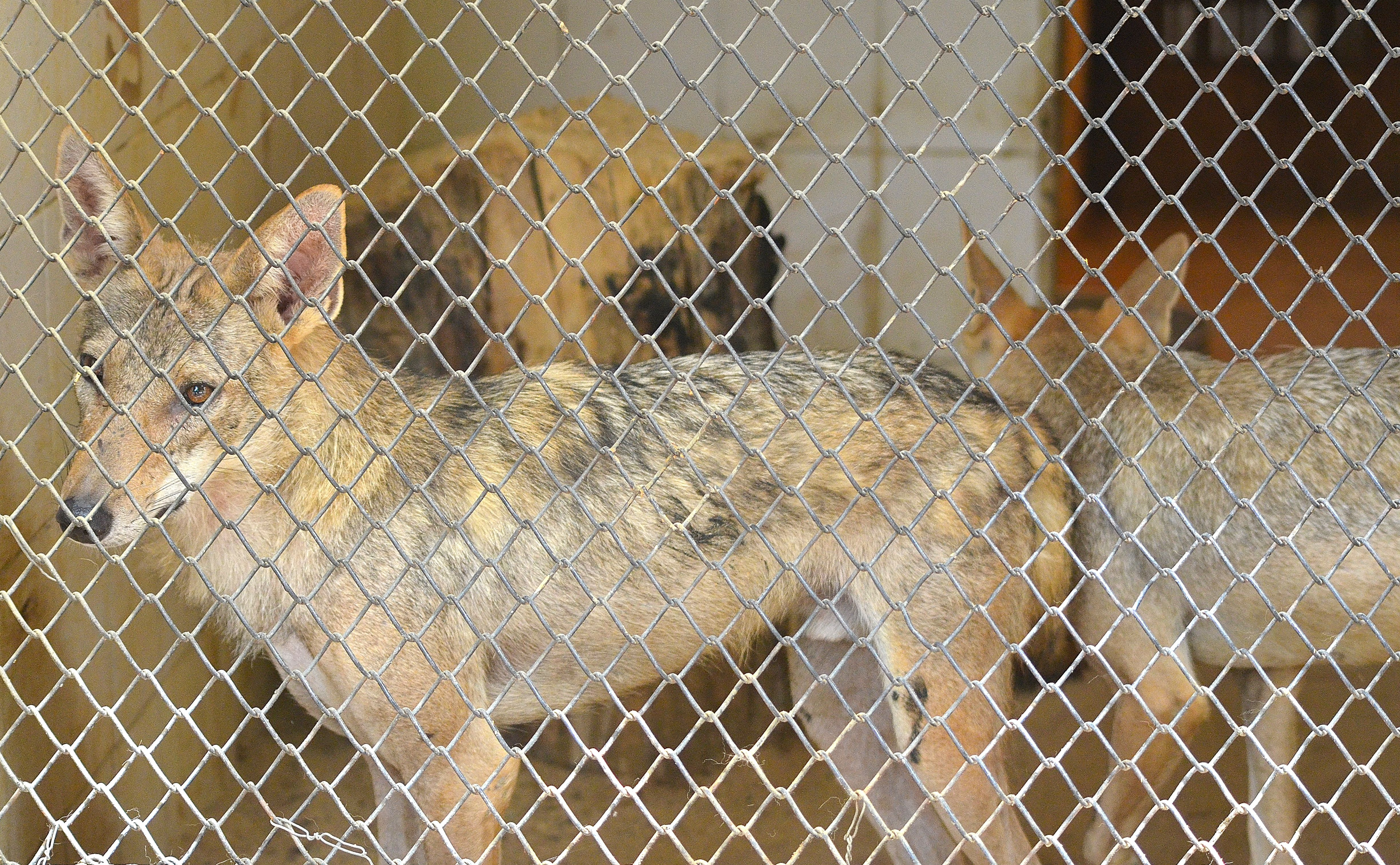
ذئب مصري في حديقة حيوان الجيزة

## تسجيلات فيديو
- Egyptian Jackal (السلعوة) at the Lion Village on Alexandria - Cairo Desert R على يوتيوب

## وصلات خارجية
- أبن آوى
- Egyptian golden jackal is actually a grey wolf, scientists discover in DNA test ، DAILY MAIL - 27 January 2011
- Study shows canid is 'wolf in jackal's clothing' ، BBC News - 28 January 2011
- Night of the Jackal
- ذئاب كفر ديما تنبش قبور الأموات وتهدد الأحياء ، الأهرام في 16 أغسطس 2012